# D'ora in poi (Piero Cotto)
D'ora in poi è il quinto album del cantante italiano Piero Cotto, pubblicato dall'etichetta discografica Esagono Record nel 1989.
Gli arrangiamenti sono curati da Flaviano Cuffari, Mauro Farina e Giuliano Crivellente

## Tracce
LATO A
- Non devi abbandonarmi mai (testo di Luigi Albertelli; musica di Piero Cotto)
- Vento nel vento (testo di Luigi Albertelli; musica di Piero Cotto)
- Per te (amico mio) (testo di Luigi Albertelli e Mauro Farina; musica di Giuliano Crivellente, Mauro Farina e Umberto Smaila)
- Che hai (testo di Luigi Albertelli; musica di Piero Cotto)
- E chi sei (testo di Luigi Albertelli e Ronnie Jones; musica di Flaviano Cuffari e Ricky Belloni)

LATO B
- Sono guai (testo di Luigi Albertelli; musica di Piero Cotto)
- Dammi (testo di Luigi Albertelli; musica di Piero Cotto)
- Quando l'amore c'è (testo di Luigi Albertelli; musica di Piero Cotto e Remigio Passarino)
- Partirei (testo di Luigi Albertelli; musica di Piero Cotto)
- Tu sempre tu (testo di Luigi Albertelli; musica di Piero Cotto)

## Formazione
- Piero Cotto – voce
- Giorgio Cocilovo – chitarra
- Flaviano Cuffari – batteria
- Danilo Amerio – chitarra, cori, tastiera, basso
- Bruno Crovetto – contrabbasso
- Luca Calabrese – tromba
- Sergio Fanni – flicorno
- Giancarlo Porro – sassofono tenore, sassofono soprano
- Aida Cooper, Beatrice Pasquali, Vincenzo Draghi, Lalla Francia, Ricky Belloni – cori